# The Legend of Zelda: Oracle of Seasons / Oracle of Ages
The Legend of Zelda: Oracle of Seasons en The Legend of Zelda: Oracle of Ages zijn twee actie-avonturenspellen in de The Legend of Zelda-franchise, ontwikkeld door Flagship (een dochteronderneming van Capcom) en uitgebracht door Nintendo. De spellen verschenen in 2001 voor de Game Boy Color en werden in 2013 opnieuw uitgebracht voor de Virtual Console van de Nintendo 3DS.

## Overzicht
De speler bestuurt hoofdrolspeler Link vanuit een vogelperspectief . In Oracle of Seasons belandt Link in Holodrum en ziet hoe Din (het Orakel der Seizoenen) wordt ontvoerd door Onox. In Oracle of Ages belandt link in Labrynna, waar Veran bezeten is door Nayru. Het hoofdverhaal wordt onthuld zodra de speler beide games heeft voltooid. Link beschikt over een schild, zwaard en een verscheidenheid aan secundaire wapens en voorwerpen om vijanden mee te bestrijden en puzzels mee op te lossen. Er zijn twee voorwerpen die een centrale rol spelen: Rod of Seasons (om de seizoenen in Holodrum mee te reguleren) en de Harp of Ages (om mee door de tijd kan reizen in Labrynna). Voordat Link het kasteel van Onox en de toren van Veran kan infiltreren, moet hij respectievelijke acht relikwieën genaamd Essences of Nature en acht relikwieën genaamd Essences of Time verzamelen. Deze liggen verborgen zijn in kerkers verdeeld over het land. 

## Gameplay
De gameplay van Oracle of Seasons en Oracle of Ages is vergelijkbaar met die van The Legend of Zelda: Link's Awakening voor de Game Boy, want de besturing, grafische elementen en audio zijn overgenomen van dat spel.  Het is een vogelperspectiefspel waarbij (net als in de meeste The Legend of Zelda-spellen) verkennen, vechten en puzzelen centraal staat. Link gebruikt een zwaard voor zijn primaire aanval, aangevuld met secundaire wapens en items. Basisitems zoals bommen en een boemerang komen in beide spellen voor. Andere items zijn exclusief voor het ene spel, met een tegenhanger in het andere (bijvoorbeeld: de katapult in Oracle of Seasons en de zadenschieter in Oracle of Ages vuren allebei zaden af). In tegenstelling tot de meeste Zelda-spellen, is een zwaard en schild niet standaard uitgerust als de speler deze bezit. Ze moeten net als elk ander item steeds worden toegewezen aan de twee beschikbare slots. De speler zal in beide spellen het grootste deel van de tijd bezig zijn met het vinden van de acht Essences die verborgen zijn in kerkers - grote, meestal ondergrondse gebieden met vijanden en puzzels. Elke kerker heeft een eindbaas die de Essence bewaakt. 
In Oracle of Seasons bestaat de wereld uit Holodrum en het daaronder gelegen Subrosia. De twee werelden zijn verbonden door meerdere portalen. In Oracle of Ages reist Link tussen het Labrynna van nu en het Labrynna in het verleden, verbonden door tijdgaten. In beide spellen zijn sommige delen van de ene wereld alleen toegankelijk via portalen van de andere en vice versa. Holodrum, Subrosia en Labrynna bevatten optionele zijmissies en upgrades voor Link en zijn uitrusting. In beide spellen komt het vaak voor dat een voorwerp kan worden geüpgraded naar een bruikbaardere vorm. De laatste drie kerkers in beide spellen bevatten een krachtigere versie van een voorwerp dat eerder in de game is ontvangen. Zowel het zwaard als het schild kunnen twee keer worden opgewaardeerd, voor respectievelijk meer kracht en een betere verdediging.
In Oracle of Seasons is de Rod of Seasons ("Scepter der Seizoenen") een centraal voorwerp, waarmee Link het seizoen kan veranderen en zijn omgeving kan beïnvloeden. Zo bevriest water in de winter en kan Link wateroppervlakten oversteken en bloeien de klimplanten in zomer waardoor Link rotsen en kliffen kan beklimmen. Wanneer Link de scepter verkrijgt, kan hij deze in eerste instantie niet gebruiken. Hij moet daarvoor eerst (een van) de vier Season Spirits ("Seizoensgeesten") bezoeken. Elke Season Spirit geeft de mogelijkheid om over te schakelen naar een extra seizoen. 
In Oracle of Ages is het centrale voorwerp de Harp of Ages ("Harp der Tijd"), die Link gebruikt om tijd te manipuleren en te reizen tussen het verleden en het heden. In de loop van het spel leert Link drie deuntjes om op de harp te spelen. De Tune of Echoes ("Melodie der Echo's") activeert tijdportalen op vaste locaties, de Tune of Currents ("Melodie der Stromingen") stelt Link in staat om van het verleden naar het heden te reizen zonder een tijdportaal en de Tune of Ages ("Melodie der Tijd") stelt Link in staat om te wisselen tussen de twee tijdsperioden op bijna elke locatie op de kaart. 

## Verhaal

### Oracle of Seasons
De Triforce roept Link vanuit Hyrule Castle. Wanneer Link dichterbij komt, wordt hij naar een donker bos getransporteerd waar hij een reizende groep onder leiding van een danseres genaamd Din tegenkomt. Nadat zij Link verwelkomt in Holodrum, wordt lucht bedekt met donkere wolken. Een stem uit de wolken noemt Din het Orakel der Seizoenen en refereert naar zichzelf als Onox, de Generaal van de Duisternis. Er verschijnt een tornado en die sleurt Din de donkere wolken in, waarna die weer verdwijnt en de seizoenen in de war raken.
Impa (Dins begeleider) vertelt Link dat ze op weg waren naar Hyrule en instrueert hem om de Maku-boom in Horon Village (de hoofdstad van Holodrum) te bezoeken. Aangekomen bij de boom vertelt deze dat Link acht Essences of Nature nodig heeft en geeft hem de Gnarled Key ("Knoestige Sleutel") om de eerste kerker mee te ontgrendelen. Wanneer Link de acht essences in acht kerkers verdeeld over Holodrum en Subrosia heeft gevonden, brengt hij ze naar de Maku-boom die er een Maku-zaad mee creëert. Hiermee kan Link het kasteel van Onox betreden. Link verslaat Onox en redt Din, die hem vertelt dat hij een echte held is en binnenkort voor een nieuwe uitdaging komt te staan.
Twinrova kijkt van een afstand toe en stelt dat de Flame of Destruction ("Vlam der Verwoesting") is aangedreven door de ravage die Onox heeft aangericht.

### Oracle of Ages
Link wordt opnieuw door de Triforce geroepen en vervoerd naar een donker bos, dit keer in het land Labrynna. Hij hoort geschreeuw en treft op een open plek Impa, omringd door monsters. De monsters vluchten zodra ze hem zien. Link en Impa vinden Nayru, een jonge vrouw die op een boomstronk omringt  door boswezens zit te zingen. Een schaduw komt uit Impa en openbaart zich als Veran, de Sorceress of Shadows ("Tovenares der Schaduwen"), en neemt bezit van Nayru, het Orakel der Tijden.
Impa instrueert Link om naar de Maku-boom in Lynna City (de hoofdstad van Labrynna) te gaan. Veran beveelt dat de Maku-boom gedood wordt. Link gebruikt een tijdportaal om naar het verleden te reizen en dit te voorkomen. De Maku-boom vertelt Link dat hij de Essences of Time nodig heeft om Veran te verslaan. Link zoekt de acht Essences in acht kerkers in het heden en verleden van Labrynna. Nadat hij er zes heeft gevonden krijgt hij te horen dat hij Nayru kan redden. Hij valt het kasteel van koningin Ambi binnen verwijdert Verans geest ui Nayru, maar Veran neemt bezit van Ambi. Wanneer Link alle acht Essences heeft gevonden, brengt hij ze naar de Maku-boom die er een Maku-zaad mee creëert. Hij betreedt Verans toren, verslaat haar en redt de koningin. Nayru vertelt hem dat alles weer normaal is.
Twinrova kijkt van een afstand toe en stelt dat Veran de Flame of Sorrow ("Vlam der Verdriet") heeft aangestoken.

### Gelinkt einde
Alleen als de spellen achter elkaar worden gespeeld, gelinkt door een wachtwoord, wordt Prinses Zelda ontvoerd door Twinrova die de Flame of Despair ("Vlam der Wanhoop") ontsteekt. Link gebruikt een warp point bij de Maku-boom en komt oog in oog te staan met Twinrova, die Ganon tot leven probeert te wekken met behulp van de drie vlammen. Link verslaat Twinrova en een slecht tot leven gewekte Ganon. Hij bevrijdt Zelda en samen verlaten ze het instortende kasteel.